# 瑟爾 (澳大利亞)
瑟爾（英語：Sale）是澳大利亞的一個城市，位於維多利亞州的吉普斯蘭地區。2011年，瑟爾有人口13,186人。在過去十年瑟爾有了很大發展。